# Рэт Финк
Rat Fink (Рэт Финк, Крыс Финк) является одним из персонажей культуры хот-роддеров. Его придумал американский художник Эд Рот, один из основателей кастомной культуры энтузиастов-конструкторов автомобилей. Рот придумал Рэта Финка как антагониста Микки Маусу, которого терпеть не мог. Рэт Финк обычно изображается мышью зеленого или серого цвета, с комически гротескными огромными налитыми кровью глазами на выкате, огромным широко раскрытым ртом с острыми узкими зубами и в красном комбинезоне с инициалами «R.F.» на нём. Рэт Финк часто изображался за рулём машины или мотоцикла.
Рот начал заниматься аэрографией и продавать футболки с самобытными принтами на автомобильных выставках и на страницах журнала по кастомаизингу «Car Craft» в конце 1950-х годов. К августу 1959 года выпуск журнала и футболок стали полноценным занятием.
Райт Финк впервые появился в журнале «Car Craft» в июле 1963 года. Реклама назвала его «Яростью в Калифорнии». Также в 1963 году компания «Revell Model Company» выпустила набор пластиковых моделей персонажа. Первый выпуск набора продавался с 1963 по 1965 год, но позже набор с моделями Рэта Финка вместе с другими творениями Рота переиздавался Revell на протяжении многих лет. Крыс Финк по-прежнему остается популярным персонажем по сей день в кружках по хот-роду и кастомной культуре. Его изображение можно встретить на футболках, брелоках, кошельках, игрушках, вывесках и т. д.
Другие художники, связанные с Ротом, также использовали и развивали образ персонажа. Художник Р. К. Слоан (R.K. Sloane) выпускал Комикс Рэт Финк, а Steve Fiorilla иллюстрировал каталоги Эда Рота. Крыс Финк и Рот участвуют в документальном фильме Рона Манна «Рассказы о крысе Финке» (2006). Жаннет Катсулис писала 'The New York Times':
Ogling fins and drooling over fenders, the movie traces the colorful history of the hot rod from speed machine to babe magnet and, finally, museum piece and collector’s item. Along the way we learn of Mr. Roth’s lucrative idea to paint hideous monsters — including the Rat Fink of the title — on children’s T-shirts.
Возрождение персонажа Рэт Финка в конце 1980-х и 1990-х годов было вызвано появлением музыкальных культур грандж и панк-рок, как на Западном побережье США, так и в Австралии (Рот обратил внимание на Рэт Финка в альбоме «Junk Yard» австралийской группы The Birthday Party). У группы White Zombie была песня под названием «Ratfinks, Suicide Tanks и Cannibal Girls». Панк-группа The Misfits записала песню под названием «Ratt Fink».